# Aeroportul Margaret River Station
Aeroportul Margaret River Station (IATA: MGV, ICAO: YMGR) este un aeroport din Australia de Vest, Australia.
Situat la o altitudine de 279 m, aeroportul dispune de o singură pistă.